# Sobremunt
Sobremunt è un comune spagnolo di 87 abitanti situato nella comunità autonoma della Catalogna.